# Pir Sultan Abdal
Pir Sultan Abdal, egentligen Haydar, född i slutet av 1400-talet eller i början av 1500-talet i Sivas, Osmanska riket, död omkring 1550, var en turkiskt alevitisk poet, musiker och sångare.
Pseudonymen Pir Sultan Abdal är egentligen en anhopning av olika hederstitlar som Haydar förvärvade under sitt liv. Han är omgärdad av myter och har förväxlats med andra personer som kallat sig Pir Sultan. Det mesta man vet om Haydar bygger på hans bevarade dikter.
Pir Sultan Abdal gjorde sig under en lång tid känd som en skarp kritiker av det osmanska etablissemanget, vilket slutligen ledde till att han blev avrättad.

## Fotnoter
1. 1 2  CONOR.BG, CONOR.BG-ID: 55328869.[källa från Wikidata]